# Annemarie Renger

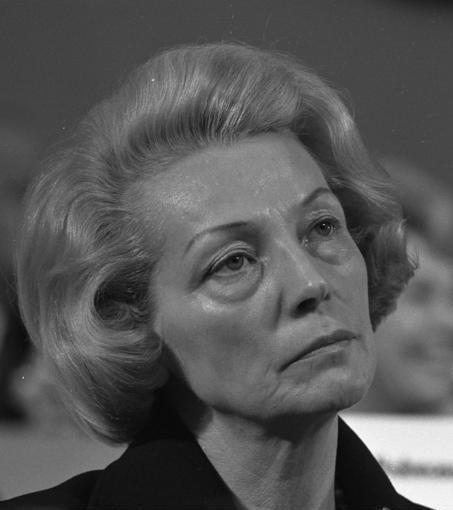
Annemarie Renger (1973)

Annemarie Renger, geboren Wildung (Leipzig, 7 oktober 1919 - Remagen (Oberwinter), 3 maart 2008) was een Duitse politica van de Sozialdemokratische Partei Deutschlands (SPD).
Van 1972 tot 1976 was zij (de eerste vrouwelijke) voorzitter van de Bondsdag. Van 1976 tot 1990 was ze vicevoorzitter van de vergadering.
- Bibliothèque nationale de France: cb12776584s (data)
- Gemeinsame Normdatei: 118599682
- International Standard Name Identifier: 0000 0001 1442 3192
- Library of Congress Control Number: n82094963
- Nationale Bibliotheek van Tsjechië: mub2015857181
- Nationale Bibliotheek van Israël: 987007279930505171
- Nationale Bibliotheek van Polen: a0000002708576
- Nederlandse Thesaurus van Auteursnamen: 075123851
- Système universitaire de documentation: 074270133
- Virtual International Authority File: 39503711
- WorldCat: E39PBJq6VhTdrg8mvrTbVQq4v3